# 김태일 (국가교육위원)
김태일(1993년~)은 대한민국의 국가교육위원으로, 비상임위원이다. 
신(新)전국대학생대표자협의회의 의장직을 맡아 문재인 정부에 대항하는 활동을 했다.  
현재는 국가교육위원으로 위촉되어 활동중이다. 

## 활동
- 신동아 칼럼 : 김태일의 대자보
- 중앙일보 칼럼 : 김태일이 소리내다